# Jurčići
 Jurčići  falu Horvátországban, Tengermellék-Hegyvidék megyében. Közigazgatásilag Kastavhoz tartozik.

## Fekvése
Fiume központjától 9 km-re északnyugatra, községközpontjától 0,5 km-re délkeletre a Kvarner-öböl északi csücske felett fekszik.

## Története
Az i. e. 6. századtól az illír japodok törzse élt ezen a területen. A japodok és a rómaiak után a keleti gótok és a bizánciak uralma következett. A szlávok a 7. században érkeztek ide, azután a frankok, majd a horvát nemzeti királyok uralkodtak itt. 1116-ban az isztriai területekkel együtt egészen Fiuméig az aquileai pátriárka és vazallusai a duinói grófok igazgatása alá került. 1399-ben a duinói grófok kihalása után a Walsee grófi család birtokába jutott. 
Az első világháború után az Olasz Királyság szerezte meg ezt a területet, majd az olaszok háborúból kilépése után 1943-ban német megszállás alá került. 1945 után a területet Jugoszláviához csatolták, majd ennek széthullása után a független Horvátország része lett. 2001-ben 320 lakosa volt, 2011-ben lakosságát már Kastav városához számították.

## Nevezetességei
- Remete Szent Antal tiszteletére szentelt kápolnája[1] az északi falába befalazott glagolita írású kőtábla szerint 1453-ban épült. A glagolita írás végén arab számokkal az 1837-es évszám van bevésve. A többi kastavi kápolnától eltérően mind a Szent Antal, mind a Szent Viktor kápolna annak idején a mezőn épült három kút közelében. Bejárata előtt neoklasszicista előtér, felette alacsony nyitott harangtorony áll. A bejárat feletti kőtáblán kronogrammal írott 1878-as évszám látható. A szentélyben álló fából faragott aranyozott oltár Szent Antal faszobrával népi alkotás, melyet már az 1658-as egyházlátogatáskor is megemlítenek.[2]
- Szent Viktor tiszteletére szentelt kápolnája a falu feletti Kálvárián áll. A kápolna építésének idejéről nincs pontos adat, de régiségét védőszentjének megválasztása is bizonyítja. A többi kastavi kápolnától eltérően nincs előtere. Az 1658-as egyházlátogatáskor már állt, de nem volt felszentelt oltára. A misézés egy máshonnan áthozott kis oltáron történt. A bejárat feletti kronogram szerint a kápolnát 1850-ben újították meg, miután a feszület lábánál található tábla szerint 1849-ben rendbehozták az 1729-ben épített Kálváriát. Előtte egy Máriának és egy romos Szent Péternek szentelt kis útikápolna áll. A Loudres-i emlékkápolnát 2007-ben létesítették.[3]